# ヘルミッペ (衛星)
ヘルミッペ（英語：Hermippe、確定番号：Jupiter XXX）は木星の第30衛星である。
2001年12月9日にスコット・S・シェパードが率いるハワイ大学の観測チームによって発見され、S/2001 J 3 という仮符号が与えられた。観測にはカナダ・フランス・ハワイ望遠鏡とハワイ大学の望遠鏡が用いられた。発見が小惑星センターのサーキュラーで公表されたのは2002年5月15日である。その後2003年8月8日に、ギリシア神話のゼウスの恋人に因んで命名され、Jupiter XXX という確定番号が与えられた。
ヘルミッペの見かけの等級は22.1であり、アルベドを0.04と仮定した場合、ヘルミッペの直径はおよそ 4 km と推定される。また、密度を 2.6 g/cm3 と仮定した場合、質量はおよそ 9.0 ×1013 kg と推定される。ヘルミッペは、木星から1930万kmと2270万kmの間の距離を逆行軌道で公転し、軌道傾斜角が 150° 前後の不規則衛星のグループであるアナンケ群に属している。